# Ngaheremyia fuscipennis
Ngaheremyia fuscipennis är en tvåvingeart som beskrevs av Adrian R.Plant och Raphael K. Didham 2006. Ngaheremyia fuscipennis ingår i släktet Ngaheremyia och familjen puckeldansflugor. Inga underarter finns listade i Catalogue of Life.